# William Perry Fogg

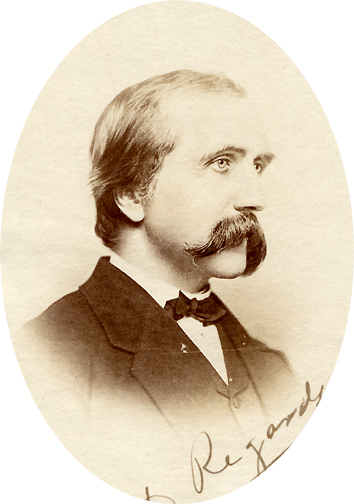
William Perry Fogg before 1873

William Perry Fogg (Exeter, 27 luglio 1826 – Morris Plains, 8 maggio 1909) è stato un avventuriero e autore statunitense, probabilmente fonte d'ispirazione per Phileas Fogg nel romanzo del 1873 Around the World in 80 Days.

## Biografia
Fogg è nato a Exeter, nel New Hampshire, figlio di Josiah Fogg e Hannah Pecker. Da bambino la sua famiglia si trasferì a Cleveland dove divenne uno dei primi membri e presidente della New England Society, che era stata fondata per incoraggiare l'unità tra i discendenti dei pionieri del New England. 
Nel 1852 sposò Mary Ann Gould con la quale ebbe due figlie: Annie ed Helen. 
A Cleveland Fogg si costituì come un venditore di porcellane e si interessò alla vita politica della città, dove alla fine fu nominato nel Consiglio dei Commissari nel 1866. 
Insieme a Herman M. Chapin, il sindaco di Cleveland, Fogg e gli altri commissari scrissero il Metropolitan Police Act del 1866. Nel 1868 Fogg iniziò ciò per cui divenne più famoso, i suoi viaggi intorno al mondo durante i quali divenne uno dei primi americani a viaggiare attraverso l'interno del Giappone.
Dal 1870 The Cleveland Leader pubblicizzò i suoi viaggi pubblicando le lettere che scriveva a casa. Tali lettere furono successivamente pubblicate privatamente nel 1872 come  Round the World: lettere da Giappone, Cina, India ed Egitto in cui descriveva di viaggiare in treno da Cleveland a San Francisco via Salt Lake City, dove ha avuto un'intervista con Brigham Young, a seguito del quale è salito a bordo di un piroscafo Pacific Mail da San Francisco al Giappone e poi ha visitato la Cina (compresa Hong Kong), Singapore, Malacca e Penang. Quindi si è trasferito in India prima di viaggiare da Bombay a Suez, dove ha portato il Canale di Suez al Cairo, dove ha visto le Piramidi.
Il suo secondo libro Arabistan, o La terra delle mille e una notte (Inghilterra, 1872), descrisse i suoi viaggi attraverso l'Egitto, l'Arabia e la Persia fino a Baghdad. Il suo ultimo libro è stato l'edizione americana rivista di Land of the Arabian Nights . Al suo ritorno negli Stati Uniti, Fogg e l'avvocato Richard C. Parsons acquistarono la Herald Publishing Co. a Cleveland nel 1877. Quando questo fallì, Parsons fu costretto a tornare alla sua pratica legale mentre Fogg riprese i suoi viaggi internazionali. Al suo ultimo ritorno negli Stati Uniti, Fogg visse a Roselle, nel New Jersey dal 1901 al 1908 e poi a Morris Plains nell'ultimo anno della sua vita.